# Alexios III. (Byzanz)

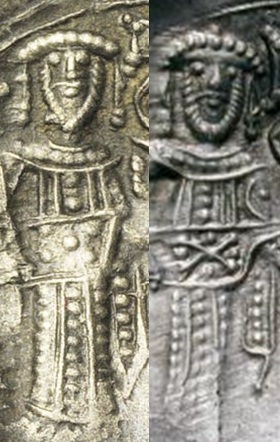
Zwei Portraitdetails von Alexios III. von zwei unterschiedlichen Aspron Trachy Münzen

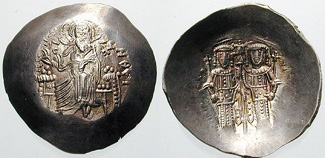
Aspron Trachy-Münze in Elektronlegierung. Rückseite: Alexios III. Angelos (links) mit Konstantin dem Großen (rechts). Dass Kaiser Alexios III., der für den ersten Untergang des Byzantinischen Reichs verantwortlich war, sich als erster byzantinischer Herrscher mit dem Gründer Konstantinopels abbilden ließ, zeugt von besonderer Ironie der Geschichte.

Alexios III. Angelos (mittelgriechisch Ἀλέξιος Γʹ Ἄγγελος;* um 1160; † 1211 oder später in Nicäa) war byzantinischer Kaiser von 1195 bis 1203. Er war der zweite Sohn des Generals Andronikos Angelos und damit Urenkel des Kaisers Alexios I. Komnenos. Auch wenn Alexios III. Angelos selbst den zweiten Beinamen Komnenos (Κομνηνός) trug, wurde er vom byzantinischen Adel nicht als ein Komnenos akzeptiert.

## Leben

### Erhebung zum Kaiser
Als 1195 sein Bruder, der damalige Kaiser Isaak II., sich auf einem Feldzug gegen die Bulgaren befand, wurde Alexios III. von den Truppen zum Kaiser proklamiert. Er ließ seinen Bruder gefangen nehmen, blenden und ins Gefängnis werfen.
Das Verbrechen an seinem Bruder, seine starke Verschwendungssucht sowie die fehlende Autorität des neuen Kaisers, der sich als Angelos auf keine starke Hausmacht stützen konnte, führte zu Aufständen und Usurpationsversuchen. Die Folge war ein drastischer Machtrückgang des Kaisertums.
Die Kaiserin Euphrosyne versuchte vergebens korrigierend in die Regierungsgeschäfte einzugreifen. Ihre Bemühungen endeten jedoch abrupt als der Kaiser ihren Berater Vatatzes, der angeblich auch ihr Liebhaber war, ermorden ließ und die Kaiserin in das Kloster Nematarea an der Schwarzmeerküste verbannte.
Im Osten war das Reich zu dieser Zeit durch die Seldschuken bedroht. Im Norden fielen 1195/96 die Bulgaren und Walachen in die makedonischen und thrakischen Ebenen ein, während Alexios den Staatsschatz für seine Paläste und Gärten verschwendete.
Eine besondere Gefahr drohte auch vom deutschen Kaiser Heinrich VI., der Weihnachten 1194 kraft seiner Vermählung mit Konstanze von Sizilien die sizilianische Krone empfing und damit die Normannen in Sizilien ablöste. Er übte in normannischer Tradition umgehend Druck auf Byzanz aus und forderte vom byzantinischen Kaiser die Unterstützung seines Kreuzzuges durch jährliche Zahlung von 1.600 Pfund Gold. Alexios musste aufgrund der leeren Staatskasse eine Sondersteuer namens Alamannikon einführen sowie die kaiserlichen Grabstätten der Apostelkirche ihres Schmuckes berauben, um die Tributzahlungen leisten zu können und die deutsch-normannische Bedrohung abzuwenden. Dies steigerte die Unbeliebtheit Alexios’.

### Vierter Kreuzzug

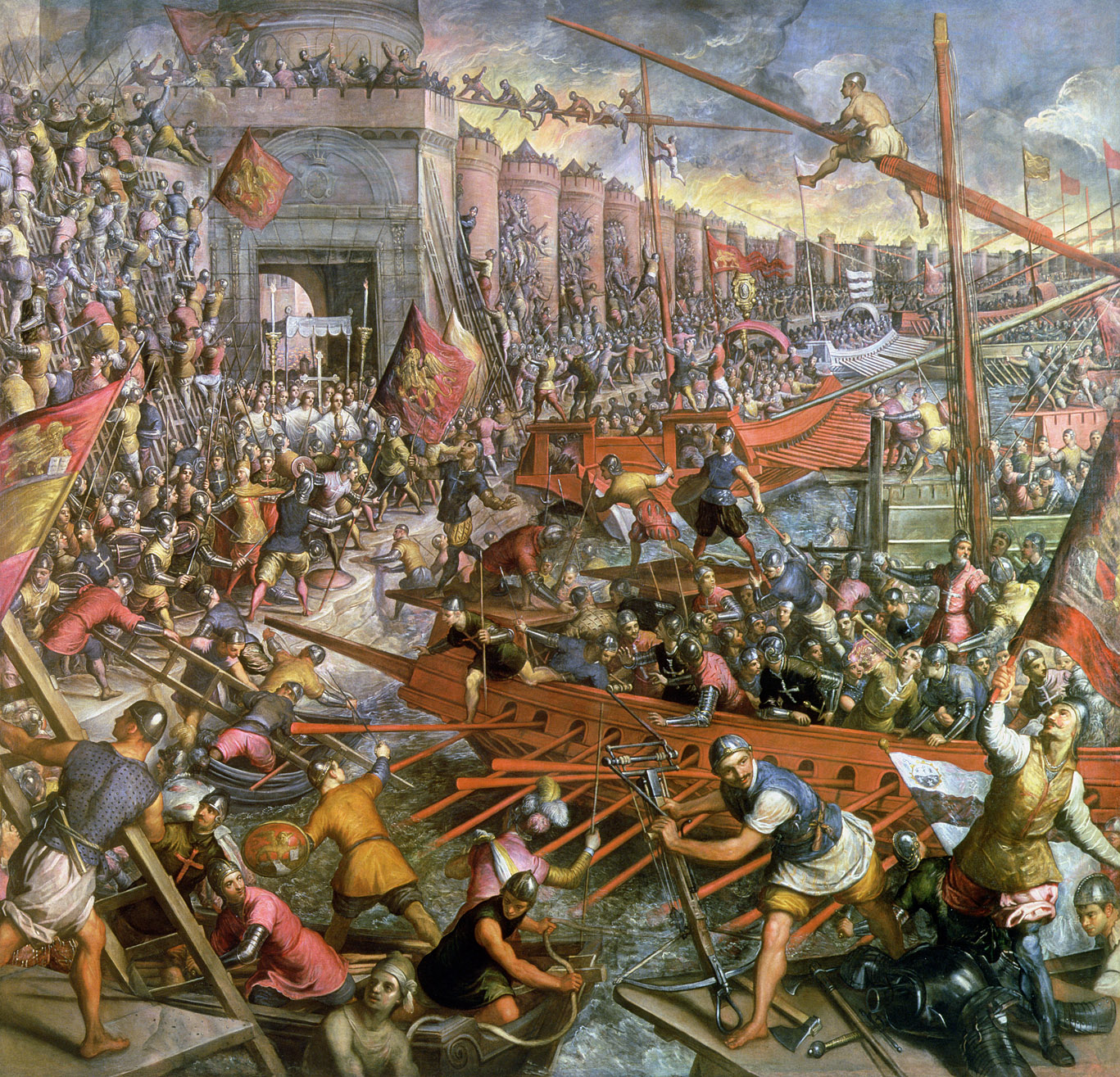
Die Eroberung von Konstantinopel 1204, Ölgemälde von Tintoretto

Bald wurde Alexios von einer neuen Gefahr bedroht: Im Jahr 1202 hatten sich die europäischen Fürsten des Vierten Kreuzzugs in Venedig versammelt. Sein Neffe, Sohn des abgesetzten Isaak II., der ebenfalls den Namen Alexios trug, floh aus Konstantinopel und appellierte an die Kreuzfahrer. Er versprach ihnen die Aufhebung des Morgenländischen Schismas zwischen der Katholischen und der Orthodoxen Kirche, hohe Geldbeträge und eine Teilnahme am Kreuzzug, falls sie ihm helfen würden seinen Onkel abzusetzen.
Die Kreuzritter, deren Ziel eigentlich Ägypten war, ließen sich aufgrund des hohen Schuldendrucks gegenüber Venedig schließlich überzeugen den Sohn des abgesetzten Isaak II. aufgrund der hohen Versprechungen zu unterstützen, erschienen im Juni 1203 vor Konstantinopel und forderten Alexios III. zum Rücktritt auf. Da Alexios III. nicht ohne weiteres abdanken wollte, mussten die Thronansprüche seines Neffen – des zukünftigen Kaisers Alexios IV. – militärisch erzwungen werden.
Am 17. Juli 1203 gelang es den Kreuzfahrern, angeführt vom greisen Dogen Enrico Dandolo, eine Schwachstelle in der seit dem Bau der theodosianischen Mauer (413) unbesiegten Stadt, nämlich die vergleichsweise leicht befestigte Seemauer zum Goldenen Horn zu durchbrechen. Die Venezianer zogen sich vom eroberten Mauerabschnitt aber wieder zurück, nachdem sie in den angrenzenden Stadtvierteln Feuer gelegt hatten. Obwohl die Lage alles andere als aussichtslos erschien, floh Alexios III. mit seiner Lieblingstochter Irene und einem Teil des Staatsschatzes nach Thrakien. Seine restliche Familie ließ er zurück. Damit brach der Widerstand der Belagerten zusammen. Der blinde, seit seiner Entmachtung eingekerkerte Isaak II. wurde von den Byzantinern wieder auf den Thron gesetzt und sein Sohn Alexios IV. erhielt schließlich ebenfalls die Krone.
Nach einer Revolte Anfang 1204 bestieg Alexios Murtzuphlos, ein Schwiegersohn Alexios III., als Alexios V. für zwei Monate den Thron. Nachdem er Alexios IV. hatte erwürgen und Isaak II. vergiften lassen, stellte er jegliche Zahlung an die vor Konstantinopel lagernden Kreuzfahrer ein und forderte sie auf, unverzüglich sein Reich zu verlassen.
Dies führte zur eigentlichen Eroberung und Plünderung Konstantinopels im April 1204, die mit einer Plünderungswelle endete, bei der viele Einwohner getötet wurden und zahlreiche Kunstschätze geraubt, Ikonen und Mosaike zerstört sowie Reliquien aller Art entwendet wurden.
Alexios V. floh zu seinem Schwiegervater Alexios III. Doch Alexios III. ließ ihn blenden und lieferte ihn den Kreuzfahrern aus, die ihn zum Tode verurteilten und von der Theodosius-Säule stürzten.

### Leben im Exil
Alexios III. ergab sich schließlich zusammen mit Euphrosyne, die mittlerweile wieder zu ihm gestoßen war, Bonifatius von Montferrat, der über das neugegründete lateinische Königreich Thessaloniki herrschte. Später suchte er Schutz bei Michael I. Angelos, Despot von Epirus, und wandte sich dann nach Kleinasien, wo sein Schwiegersohn Theodor Laskaris im neugegründeten Exil-Kaiserreich Nikaia byzantinischen Widerstand gegen die Lateiner leistete.
Alexios III., unterstützt von Kai Chosrau I., dem Sultan von Rûm (auch Sultanat Ikonion genannt), forderte von Theodor die Krone zurück und wandte sich gegen ihn als dieser sich weigerte. Theodor gelang es, Kai Chosrau I. in der Schlacht bei Antiochia am Mäander zu schlagen und Alexios III. gefangen zu nehmen. Dieser wurde in einem Kloster bei Nicäa gefangen gesetzt, wo er zu einem unbekannten Zeitpunkt starb.